# Contact improvisation

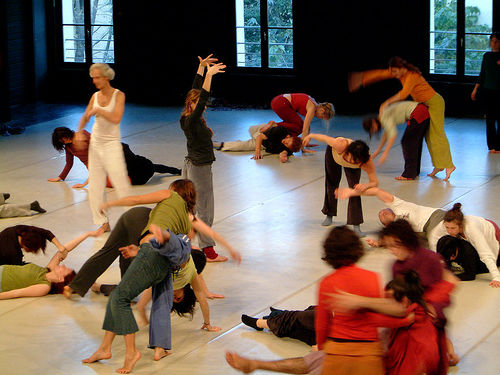
Una «jam» o sessió de contact improvisació.

El contact improvisation o la contact improvisació és una forma de dansa en parella o en grup improvisada que s'ha desenvolupat a nivell internacional des de 1972. Implica l'exploració del propi cos en relació amb altres persones mitjançant els fonaments de compartir pes, tacte i consciència del moviment. Ha evolucionat cap a una àmplia comunitat global de ball social al voltant de les "jams" caracteritzades per la seva actitud acollidora cap als novells ballarins, així com als practicants experimentats, i sovint es troba en àmbits que es superposen amb les comunitats de dansa extàsica.
El ballarí i coreògraf nord-americà Steve Paxton va ser l'origen de la contact improvisació, inspirant-se en la seva formació prèvia en aikido, una forma d'art marcial, per explorar i superar límits amb els seus col·legues i alumnes per desenvolupar aquesta nova pràctica. La contact improvisació juga amb l'art de perdre l'equilibri, el contraequilibri, a trobar les superfícies del cos, a comprendre la mecànica del cos per manejar el pes d'algú altre o ser aixecat, les tècniques de respiració i pot implicar l'art de conèixer el teu company més enllà del punt físic mitjançant la corporeïtat.